# TuttoVenditti
TuttoVenditti è una raccolta del cantautore italiano Antonello Venditti, pubblicata il 6 novembre 2012 dalla Heinz Music.

## Tracce
CD 1
1. Unica
2. Ci vorrebbe un amico (Antonello Venditti)
3. 21 modi per dirti ti amo (Antonello Venditti, Danilo Cherni, Maurizio Perfetto)
4. Indimenticabile
5. Amici mai (Antonello Venditti)
6. Piero e Cinzia (Antonello Venditti)
7. Che fantastica storia è la vita
8. Settembre (Antonello Venditti)
9. Questa insostenibile leggerezza dell'essere (Antonello Venditti, Marco Colucci)
10. Qui (Antonello Venditti)
11. Alta Marea (Antonello Venditti, Neil Finn)
12. Le tue mani su di me (Antonello Venditti)
13. Giulia (live) (Antonello Venditti)
14. Sotto il segno dei pesci (live) (Antonello Venditti)
15. Roma capoccia (live) (Antonello Venditti)

CD 2
1. Dalla pelle al cuore
2. Stella (Antonello Venditti)
3. Ti ricordi il cielo
4. Ogni volta (Antonello Venditti)
5. Giulio Cesare (Antonello Venditti)
6. Dimmelo tu cos'è (Antonello Venditti)
7. Raggio di luna (Antonello Venditti)
8. Benvenuti in paradiso (Antonello Venditti, Adriano Lo Giudice, Gabriele Anastasi)
9. Il compleanno di Cristina (Antonello Venditti)
10. Le cose della vita (Antonello Venditti)
11. Compagno di scuola (Antonello Venditti)
12. Miraggi (Antonello Venditti)
13. Modena (live) (Antonello Venditti)
14. Bomba o non bomba (live) (Antonello Venditti)
15. Roma Roma (live) (Antonello Venditti)

CD 3
1. Notte prima degli esami (Antonello Venditti)
2. In questo mondo di ladri (Antonello Venditti)
3. Mitico amore (Antonello Venditti, Marco Colucci)
4. Ricordati di me (Antonello Venditti)
5. Forever
6. Peppino (Antonello Venditti)
7. Segreti (Antonello Venditti)
8. Che tesoro che sei
9. Regali di Natale
10. Oltre il confine
11. Lilly (Antonello Venditti)
12. Sara (live) (Antonello Venditti)
13. Buona domenica (live) (Antonello Venditti)
14. Grazie Roma (live) (Antonello Venditti)
15. L'amore insegna agli uomini (Antonello Venditti)